# Потапенко, Александр Фёдорович
Александр Фёдорович Пота́пенко (р. 1958) — заместитель начальника Московской железной дороги по Тульскому региону. Депутат Государственной Думы первого и второго созывов (1993—1995, 1995—1999).

## Биография
Родился 21 апреля 1958 года в Чечерске (ныне Гомельская область, Белорусская ССР) в семье рабочих, белорус. В 1980 году окончил Белорусский институт инженеров железнодорожного транспорта по специальности «инженер-механик».
Профессиональная деятельность
В 1980—1982 годах — бригадир, мастер, затем инженер в вагонном депо Льгова (Курская область).
В 1982—1986 годах — второй, затем первый секретарь Льговского райкома ВЛКСМ.
В 1987 году — начальник вагонного депо Льгова. Член КПСС с 1982 года.
В 1987 году — член бюро Льговского РК КПСС.
В 1992 году — член КПРФ, делегат второго Восстановительного съезда КПРФ, член Президиума Курской областной организации КПРФ.
В 1993—1995 годах — депутат Государственной Думы первого созыва по Льговскому округу №99: Курская область. Выдвинут: группой избирателей.
Входил во фракцию КПРФ. Являлся членом Комитета по собственности, приватизации и хозяйственной деятельности.
В 1995—1999 годах — депутат Государственной Думы второго созыва. Вошел во фракцию КПРФ. Член Комитета Государственной Думы по собственности, приватизации и хозяйственной деятельности.
В 1999 году включен в общефедеральный список избирательного объединения КПРФ (№ 12 в Южно-Чернозёмной региональной группе) для участия в выборах в Государственную Думу РФ третьего созыва. Также был выдвинут кандидатом по Льговскому одномандатному избирательному округу № 97 (Курская область). В округе снял свою кандидатуру после регистрации.
В 2001 году — заместитель начальника Орловско-Курского отделения Московской железной дороги, начальником вагонного депо Курск.
В 2003 году включен в общефедеральный список избирательного объединения КПРФ под № 8 в «Южно-Чернозёмную» группу списка для участия в выборах в Государственную Думу четвёртого созыва. Также выдвинут от КПРФ кандидатом в депутаты ГД РФ 4 созыва по Льговскому одномандатному избирательному округу № 98 (Курская область).
Первый заместитель начальника Московско-Рязанского отделения столичной магистрали (2005).
Возглавлял Тульское отделение Московской железной дороги (2008).
Заместитель начальника Московской железной дороги по Тульскому региону (с 2011).